# Olympus E-520
De Olympus E-520, in Noord-Amerika uitgebracht onder de naam E-520 EVOLT, is een digitale spiegelreflexcamera van 10 megapixel. De camera werd geïntroduceerd in mei 2008, als opvolger van de Olympus E-510. Noviteiten van deze camera zijn gezichtsherkenning, Live View, de mogelijk om met een draadloos flitssysteem te werken en de schaduwcorrectie-technologie. Het lcd-scherm is groter dan bij de Olympus E-510.
De E-520 gebruikt het door Olympus gepatenteerde Supersonic Wave Filter-stofverwijderingssysteem, bij het opstarten wordt de sensor ontdaan van eventueel aanwezige stofdeeltjes. De body van de E-520 en de objectiefvatting voldoen aan de Four Thirds System-standaard.